# Sœurs Amadou
Pour les articles homonymes, voir Amadou et Chéreau.
Les sœurs Amadou, ou demoiselles Amadou, de leurs vrais noms Marie-Madeleine et Clotilde-Joséphine Chéreau, respectivement nées à Nantes vers 13 février 1801 et le 1er mai 1812, mortes à Nantes en 1875 et 1880, sont des musiciennes de rue de Nantes connues sous les noms de Coquette et Papillon.
Spécialistes de la chanson d'amour et seulement accompagnées d’une guitare, elles ont la particularité d'être vêtues de robes de style Louis-Philippe.

## Biographie

### Origines et enfance
Marie-Madeleine et Clotilde-Joséphine sont nées d'un vendeur de pierres à fusil, d'amadou et d'allumettes de chanvre, surnommé Père Amadou à force de crier « bon'madou » dans les rues pour attirer les clients, mais dont le commerce s'est effondré avec l'invention des allumettes chimiques.
Selon un article, il semblerait que seule l'aînée s'avère être la fille du Père Amadou et que Clotilde-Joséphine, quant à elle, aurait été adoptée sans que l'on ne sache rien de ses origines.
Leur père n'ayant pas de boutique, Marie-Madeleine et Clotilde-Joséphine ne sont pas envoyées au couvent, mais, sont mises en apprentissage une fois en âge de travailler. En fonction des sources, elles sont tantôt dites comme étant giletières chez M. Velasque (tailleur, rue d'Orléans) et chez M. Retz-Jardin (tailleurs, rue Crébillon), tantôt comme étant lingères. Selon la version où elles sont giletières, elles sont dépeintes comme non assidues et négligeant la couture pour les lectures de romans de chevalerie, si bien qu'elles se retrouvent remerciées des deux employeurs.

### Carrière d'artistes ambulantes

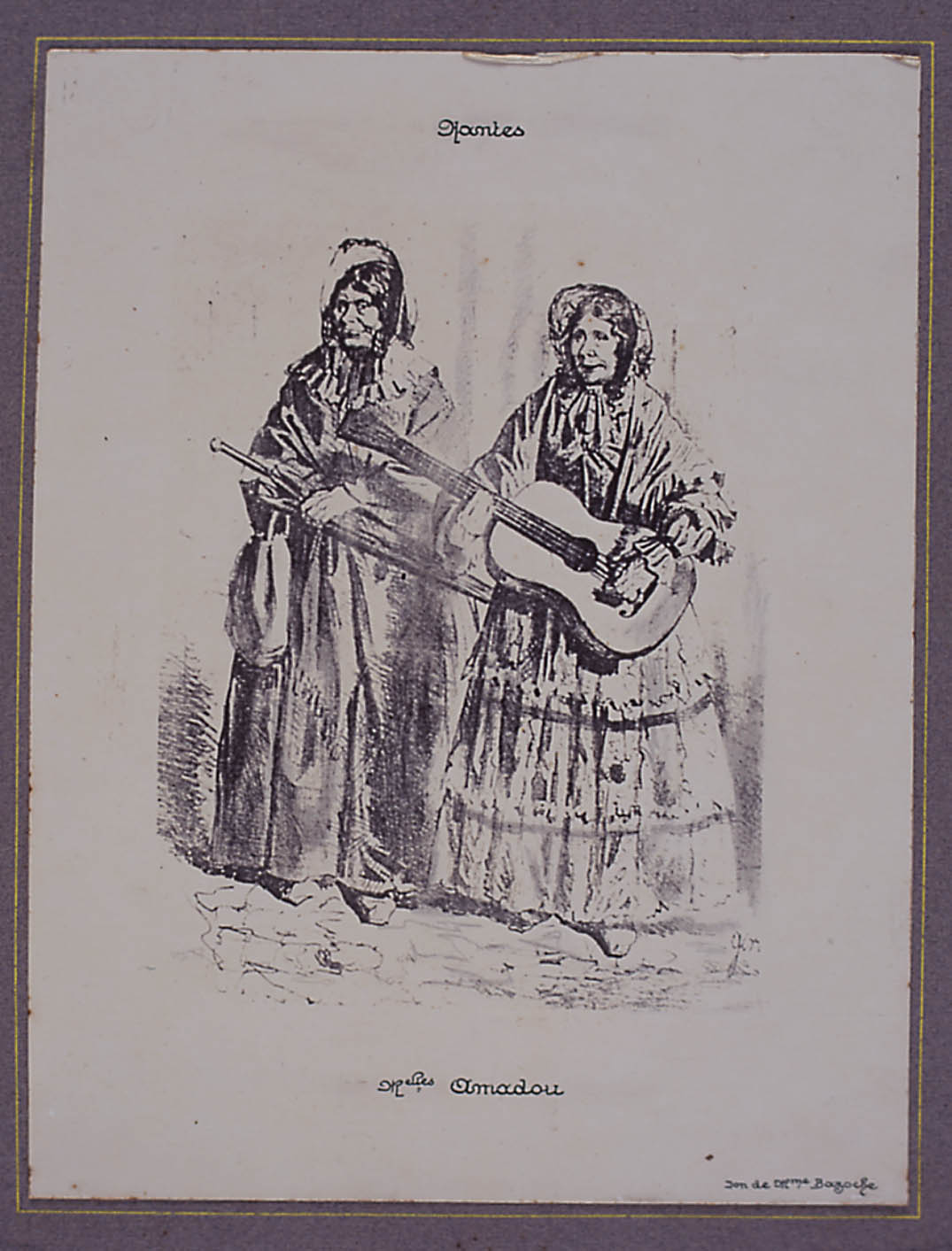
Anonyme, Melles Amadou, Musée d'histoire de Nantes

Les diverses versions sont d'accord sur le fait que Marie-Madeleine et Clotilde-Joséphine deviennent tôt artistes de rue, bien que l'on ne sache pas quand exactement. Certaines parlent même d'elles comme anciennement riches,.
Les descriptions et anecdotes concernant les sœurs Amadou les représentent toujours comme de vieilles filles fantaisistes et excentriques, vêtues de robes style Louis-Philippe, ayant perdu l'esprit dans les romans de chevalerie, suscitant la pitié et vivant de la charité des gens, chantant accompagnées d'une guitare dans les rues de Nantes. Du temps où elles sont artistes de rue, elles habitent rue Saint-Similien, dans ce qui est décrit comme un taudis dans lequel personne n'est autorisé à entrer. Leur surnom de "sœurs Amadou" ou "demoiselles Amadou" est parfois dit comme issu d'une chanson qu'elles chantent très souvent.
Leur accoutrement est source de moqueries et sont décrites comme « composé de nippes étranges : soie vieillie, velours râpé, indienne aux tons pâlis, dentelles fanées allant du vert pomme au jaune serin ! »; ou encore « haillons et de rubans prétentieux ramassés au hasard dans le ruisseau ».
Leurs prestations en tant que musiciennes et chanteuses sont aussi pointées du doigts. Il est dit qu'elles bêlent plus qu'elles ne chantent et qu'elles font un vilain tintamarre.
Elles sont source de railleries, tant dans la rue, dans des poèmes, des chansons des articles et leurs surnoms de Coquettes et Papillon sont d'ailleurs dits comme ironiques,.
Elles ont semble-t-il été quelques années sur Cholet, avant de retourner sur Nantes, sans que l'on en sache plus à ce sujet.

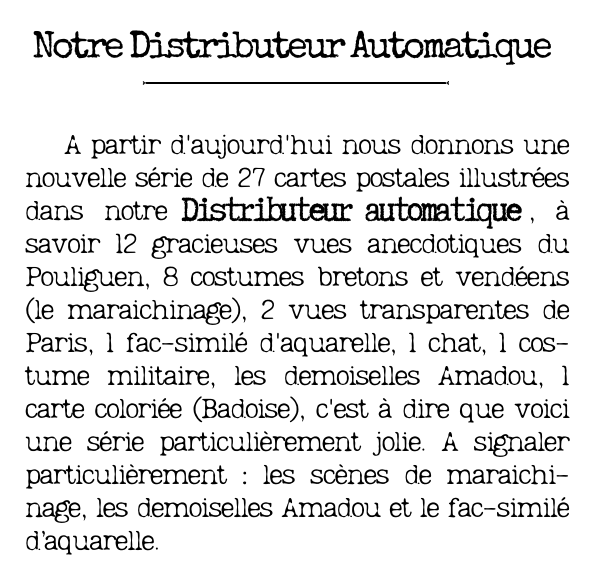
Annonce sur des cartes postales des demoiselles Amadou, copie numérique, [https://www.retronews.fr/journal/le-phare-de-la-loire/10-avril-1904/1761/2939259/3?from=%2Fsearch%23allTerms%3D%2522demoiselles%2520amadou%2522%26sort%3Dscore%26publishedBounds%3Dfrom%26indexedBounds%3Dfrom%26page%3D1%26searchIn%3Dall%26total%3D31&index=8 Le Phare de la Loire, 10 avril 1904.

Toutefois, certaines descriptions tendent plus vers la pitié que vers la moquerie.
Enfin, selon les dires d'un médecin ayant connu Clotilde-Joséphine à l'hôpital Saint Jacques, il semble qu'elle écrivait de la poésie. Malheureusement, nous ne savons pas ce que sont devenus ces manuscrits.

#### Les illustrations des demoiselles Amadou

##### Image d'une Nantes passée
Bien que n'en ayant jamais tiré de bénéfices, de nombreuses cartes postales et illustrations de Nantes ayant longtemps inondé les vitrines nantaises les représentent comme figures incontournables de Nantes, même longtemps après leurs décès,,,,.
Il est souvent dit qu'elles sont « suivies d'une bande de gamins, acharnés après elles et qui, méchamment tiraient leurs châles » et se moquaient d'elles.
Sur l'une de ces cartes postales, on peut lire : « Dans la ville de Nantes, vous avez remarqué deux vieilles filles assez comiques, traversant les rues, parcourant les quartiers, jouant de la musique, elles font un vilain tintamarre, s'accompagnant de leur guitare et par pitié on donne un sou, pour les demoiselles Amadou. »

##### Procès autour des illustrations
Le 8 août 1864 a lieu le procès devant le tribunal correctionnel, à la suite d'une plainte pour contrefaçon déposée par M. Constantin de Girennerie (lithographe et dessinateur) contre M. Alfred Bourrigaud (photographe), à propos des représentations commercialisées des demoiselles Amadou. Pour avoir utilisé sans autorisation une œuvre lui appartenant, le procès aboutira a une amende de 1.000 fr d’indemnisation et une confiscation de l'ensemble des photos représentant deux femmes dont l'une pince une guitare et l'autre tient un parapluie.
Notons que la représentation de ces artistes de rue a été jugée comme appartenant à M. Constantin de Girennerie, pour les avoir croquées et exposées à la vitrine de la maison Pottin. M. Alfred Bourrigaud est donc accusé d'avoir reproduit les mêmes personnes. En effet, dans un tel cas de figure, pour clore le débat, il aurait été nécessaire que les modèles dont l'image est disputée se manifestent pour affirmer que lesdites images ont été prises à leur insu et qu'elles s'opposent à leur exploitation. Or, on ne sait même pas si les demoiselles Amadou avaient connaissance de ce procès et de leurs droits.

### Fin de vie et mort

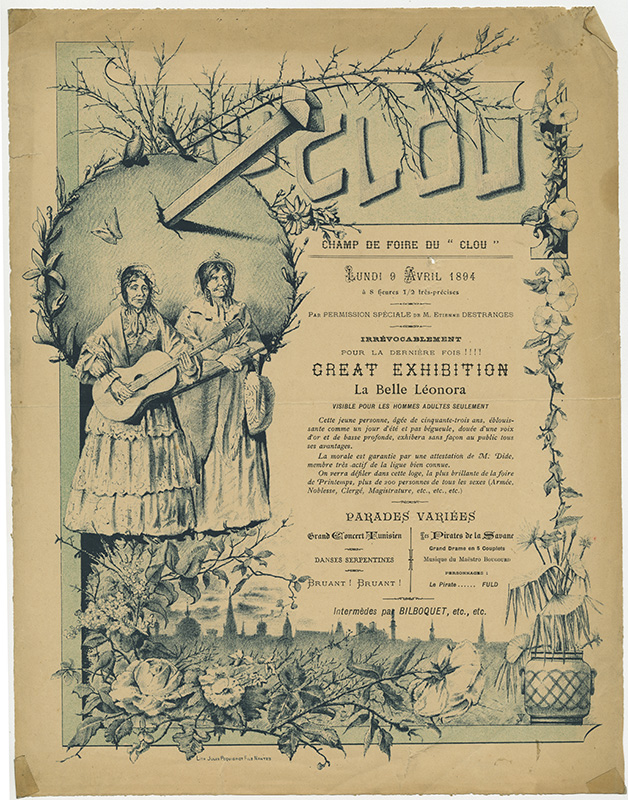

Coquette s'étant faite renverser par une voiture, la forçant à rester alitée pendant de longs mois et prendre un très important embonpoint, sa sœur la transporte avec elle, dans ses déplacements à travers Nantes, dans une petite caisse à savon sur roulettes,.
Concernant leur décès, les versions divergent selon les sources : soit elles auraient disparu du jour au lendemain et la découverte de leurs morts est faite plusieurs mois après, dans une quasi indifférence ;  soit, la sœur ayant survécu continuait de donner des représentations bien qu'effondrée par la perte de sa sœur et devenue muette. Nous n'avons malheureusement pas d'information concernant leur décès en 1878 et 1880. Toutefois, certains articles, ainsi que les dates de morts donnent plus de crédit à la deuxième version.
C'est en 1875 à 1880 que l'une des demoiselles Amadou est dite dévastée par la perte de sa sœur. Les articles publiés au fil de ces dernières années témoignent de la déchéance de la sœur survivante. Il y a même des sources disant que leur vie asociale atteignit son paroxysme quand l'une d'entre elles cacha le corps de sa sœur décédée pendant des semaines dans un placard.
À la suite de leurs décès, nous savons que Émile Boissier a rédigé une épigraphe en leur mémoire : « en mémoire des demoiselles amadou, célébrités nantaises, virtuoses séniles et jansénistes ferventes ».

### Peintures et illustrations
- Girin  (de son vrai nom Raoul de la Girennerie), Les demoiselles Amadou, lithogravure[16].
- Pierre-Cénon Trigo, Les sœurs Amadou, aquarelle.
- Royal de luxe, mur tombé du ciel, Fresque peinte dans le style de l'artiste mexicain Diego Rivera, mai 2011.

### Œuvres littéraires
- poème - Léon Séché - 1874
- Les Demoiselles Amadou, Charles-Louis Philippe, Le Matin, Contes des mille et un matins, 1er mars 1909[17].

### Œuvres lyriques et théâtrales
- Henri Avocat et Désiré, Coquette et papillon, pochade en 1 acte, mêlée de chants, 1869.
- Chanson, Les Demoiselles AmadouLes Demoiselles Amadou

A Nantes il y a dix ans, on pouvait rencontrer

Deux vieilles filles d'aspect comique

Parcourant de la ville les différents quartiers

En faisant une drôle de musique

Toutes deux avaient même extérieur

Ce qui prouve bien que c'étaient deux sœurs

Leur nom était connu partout

On les appelait les Amadou

Pourquoi ce nom d'Amadou, je vais vous l'expliquer

C'est qu'leur père travaillait cette substance

Sur une charrette qu'on lui voyait traîner

Ses filles lui prêtaient assistance

Entendez-vous le bonhomme crier :

Allons mesdames, l'amadou venez acheter

Qui veut de l'amadou pour un sou

On appela ses filles : Amadou

Mais pour leur âme altière, fi donc d'un tel métier

Avec ses recettes exiguës

Bien mieux vaut en artiste se poser

C'est ce qu'elles font chaque jour dans les rues

L'une d'elles joue d'une guitare

Qui n'a qu'une corde, ce qui est vraiment bizarre

L'autre fait entendre quelques glouglous

C'est la le concert des Amadou
- Chanson, Les Demoiselles Amadou[18]

Dans la ville de Nantes avez vous remarqué

Deux vieilles jeunes filles assez comiques

Parcourant les rues visitant les quartiers

Tout en jouant de la musique

Elles possèdent la même candeur

Ce qui fait voir que ce sont les deux sœurs

Aussi sont elles connues partout

Pour les demoiselles Amadou

Dans leur toilette elles ont un drôle de choix

Et sans se faire aucun scrupule

Elles portent chapeaux et robes de soie

Ce qui les rend bien ridicules

Elles font un vilain tintamarre,

Tout en jouant sur leur vieile guitare

Et par pitié on jette un sou

Aux deux demoiselles Amadou

L’aînée dit un jour à sa sœur Marie

« Écoute bien cette harangue,

Quand un séducteur vient vers toi ma chérie,

Baisse les yeux, mon petit ange ».

Fidèle aux conseils de sa sœur,

Cela lui donne un petit air rêveur

Ce qui fait plus d'un cœur jaloux

Des deux demoiselles Amadou

Sur les boulevards, on les voit qui s'en vont,

Se tournant par derrière, par derrière.

Regardant en l'air, pour voir si du balcon,

On ne leur jetterait quelque affaire.

Puis lorsqu'elles voient un galant,

Elles se mettent à chanter doucement.

Et par pitié on jette un sou

Aux deux demoiselles Amadou

On dit qu'elles ne veulent pas se marier,

Car elles détestent le ménage.

Malheur à celui qui oserait profaner

Deux vieilles filles aussi sages.

Il faudrait à ces cœurs mutins,

Ou un ange ou un séraphin,

Pour devenir l'heureux époux

des deux demoiselles Amadou.

- Chanson (mazurka), Les Demoiselles Amadou[19]

Vous étiez chères demoiselles, des rues de Nantes les deux pinsons.

Par vos robes et ritournelles, les sœurs Coquette et Papillon.

Vous étiez toutes deux lingères quand vers l’âge de cinquante ans

Par manœuvres concussionnaires on vous jeta sur le pavement

 

Une pauvre et vieille guitare vous permit de subsister

Et à Nantes en bord de Loire, vous chantiez sur le pavé

Que chantiez vous dans les rues, et dans les estaminets ?

Peut-être ’’Le lys dans la vallée’’, une romance signée Puget.

 

Vous étiez inséparables, vous restez inséparées

Même un accident de fiacre n’a pas su vous diviser

Quand Coquette perdit ses jambes il fallut une caisse à savon

Papillon trainait Coquette, Coquette suivait Papillon

 

Quel souvenir est-il resté de vos vies, de vos malheurs ?

Un portrait qui fut croqué par sieur Girin(3), dessinateur.

Vous étiez chères demoiselles, des rues de Nantes les deux pinsons.

- Poème mis en chanson, À deux sœurs artistes, camp de Châlons[8]. À deux sœurs artistes

Ô dureté des temps ! ô têtes condamnées !

Comme dit La Caussade en vers éblouissants, 

Je vous revois encor, pauvres abandonnées, 

Chantant sur les pavés glissants.

Je vous revois encor comme je vous ai vues.

En d'autres temps meilleurs noyés dans mes regrets, 

Trainant votre misère à tous les coins des rues, 

Avec vos chapeaux jadis frais.

Du luxe féminin, burlesque parodies, 

Quoi ! vous chantez toujours sous vos chiffons dorés ? 

Et vous pourriez même avec vos mélodies, 

Doux refrains par vous déchirés.

On dit que, malgré tout, vous êtes orgueilleuses, 

Et que vous vous croyez du sang parisien 

Pourquoi vous enlever à vous si malheureuses 

Ce peu qui vous fait tant de bien ?

Vous le voyez, Girin – qui, sous ce pseudonyme, 

Cache un nom blasonné – partageait votre avis, 

Malgré votre malheur, malgré votre existence intime, 

Il rendit vos portraits sans prix.

Grâce à lui, vous allez, fantasques et fanées, 

Dans les albums dorés coudoyer les grandeurs.

Vos vœux sont accomplis, tristes prédestinées, 

En dépit de tous vos frondeurs.

Grâce à l'artiste aimé, vaus êtes immortelles ! 

Qu'importe où vous avez tracé votre sillon ! 

Vous aurez triomphé de rivales plus belles, 

Pauvres Coquette et Papillon.

#### Ouvrages
- Henri Avocat et Désiré, Coquette et papillon, pochade en 1 acte, mêlée de chants (ed. 1869), HACHETTE LIVRE BNF, 2021.
- Stéphane Pajot, Personnages pittoresques de Nantes et de Loire-Atlantique, coll. Mémoire & Racines, éd. Orbestier.

#### Articles
- Les Vraies Demoiselles Amadou, Au Tour le Tour, Le Phare de la Loire, 24 mars 1909.